# Odakyu Railway
Odakyu Railway (小田急電鉄 Odakyū-dentetsu?) es una de las principales empresas de transporte ferroviario de pasajeros de Japón. Su área de operaciones es Tokio y la prefectura de Kanagawa.

## Historia
Odakyu fue fundada en 1923. El fundador, Tsurumaru Toshimitsu, propietario de una compañía eléctrica, la creó en vistas de tejer una red de líneas de ferrocarril en los alrededores de la ciudad de Tokio (los 23 barrios especiales en la actualidad). Este plan se materializó con la fundación en 1927 de la línea Odawara. Además, en 1929 se construyó la línea Enoshima y, en 1933 a través de la subsidiaria Teito Dentetsu, la línea Inokashira. 
Durante la Segunda Guerra Mundial, el gobierno japonés expropió las instalaciones eléctricas del país en 1939, por lo que Toshimitsu debió fusionar su empresa con la filial ferroviaria para crear y, además se vio forzado a abandonar su proyecto de apertura de una mina de oro en Shandong, China. En 1940, absorbió Teito Dentetsu. Debido a la grave situación económica de la compañía por la expropiación de sus centrales energéticas y el fracaso de su proyecto minero, en 1942, Odakyu se vio obligada a integrarse en Tokyu.
Tras la Segunda Guerra Mundial, Tokyu se deshizo de las líneas que había tenido que adquirir y, en 1948, se reconstituyo la compañía como Odakyu. No recuperaría el control de la línea Inokashira que pasaría a manos de Keio. En cambio, adquirió la línea Hakone y la Enoshima Dentetsu.

## Servicios ferroviarios
Líneas de cercanías
| Servicio de cercanías | Servicio de cercanías | Servicio de cercanías        | Servicio de cercanías |
| Línea                 | Símbolo               | Ruta                         | Kilómetros            |
| --------------------- | --------------------- | ---------------------------- | --------------------- |
| Odawara               |                       | Shinjuku - Odawara           | 82,5 km               |
| Enoshima              |                       | Sagami-Ono - Katase-Enoshima | 27,6 km               |
| Tama                  |                       | Shin-Yurigaoka - Karakida    | 10,6 km               |

Trenes exprés

Líneas operadas por Odakyu

Odakyu opera bajo la marca Romancecar una serie de trenes que ofrecen un servicio exprés que conecta el suroeste de Tokio con puntos turísticos del oeste de Kanagawa. Algunos servicios circulan en tramos de líneas de otras empresas o de filiales de Odakyu. 
| Servicio                          | Ruta                                                                       | Observaciones                                                                                  |
| --------------------------------- | -------------------------------------------------------------------------- | ---------------------------------------------------------------------------------------------- |
| Super Hakone                      | Shinjuku - Hakone-Yumoto                                                   | Los fines de semana y festivos solo circula en dirección Hakone-Yumoto.                        |
| Hakone                            | Shinjuku - Hakone-Yumoto                                                   |                                                                                                |
| Sagami                            | Shinjuku - Odawara                                                         |                                                                                                |
| Metro Hakone                      | Kita-Senju -Hakone-Yumoto                                                  |                                                                                                |
| Morning Way                       | Odawara-Shinjuku                                                           | Trenes dirección Shinjuku. Este servicio circula hasta las 9:30.                               |
| Home Way                          | Shinjuku -Hakone-Yumoto/ Katase-Enoshima                                   | Trenes dirección Hakone-Yumoto o Katase-Enoshima. Este servicio circula a partir de las 18:00. |
| Metro Morning Way/ Metro Home Way | Kita-Senju - Hon-Atsugi (hasta 9:30) Hon-Atsugi - Kita-Senju (desde 18:00) | Metro Morning Way circula hasta las 9:30. Metro Home Way circula a partir de las 18:00.        |
| Enoshima                          | Shinjuku - Katase-Enoshima                                                 |                                                                                                |
| Metro Enoshima                    | Kita-Senju - Katase-Enoshima                                               |                                                                                                |
| Mt. Fuji                          | Shinjuku - Gotemba                                                         |                                                                                                |

## Material móvil

### Material empleado en la actualidad

#### Romancecar(servicio exprés)
- Serie 70000 GSE
- Serie 60000 MSE（prestan los servicios Mt. Fuji y los que circulan por la línea Chiyoda de Tokyo Metro）
- Serie 30000 EXE（Desde 2017, las unidades renovadas reciben el nombre de "EXEα"）

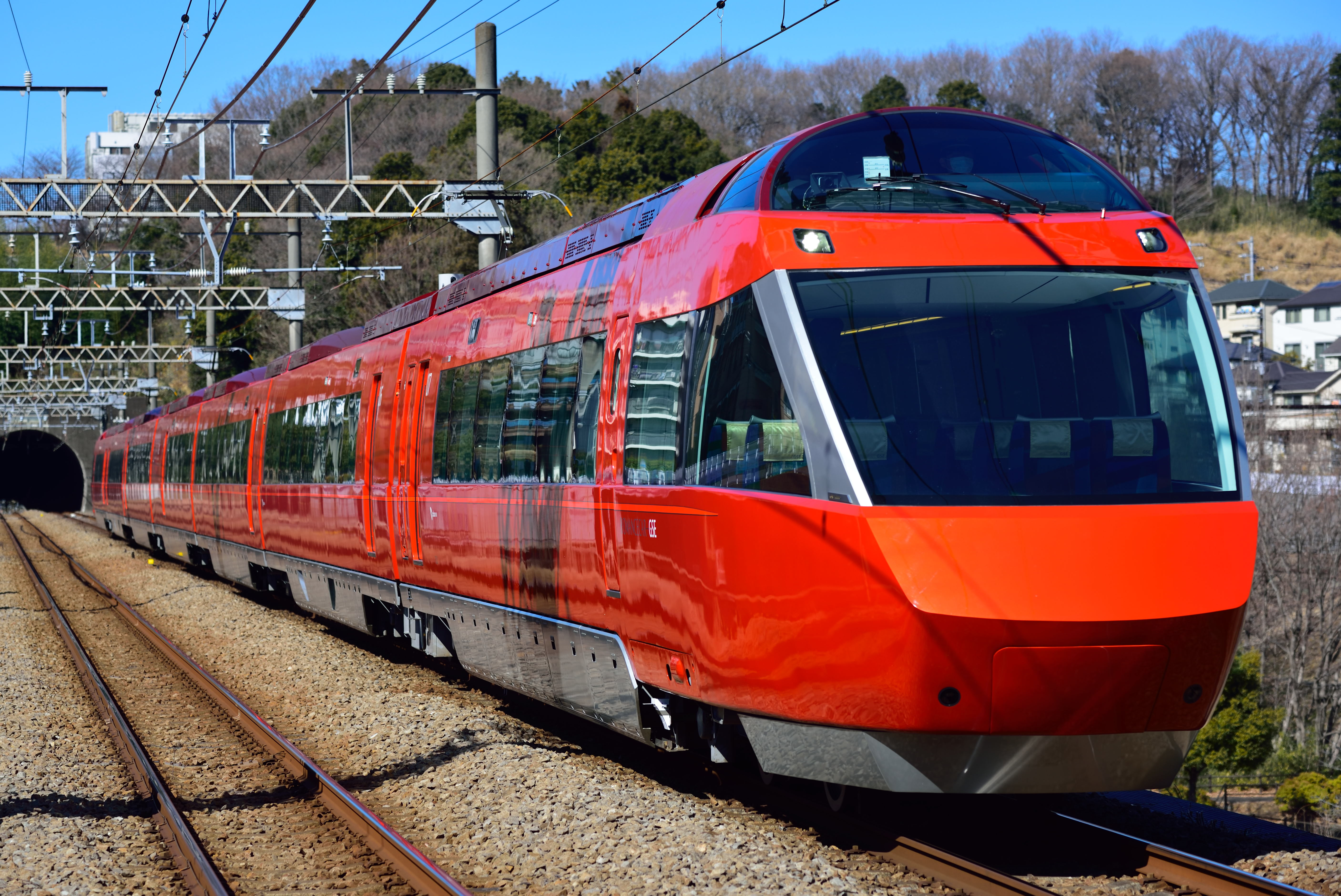
Serie 70000 GSE
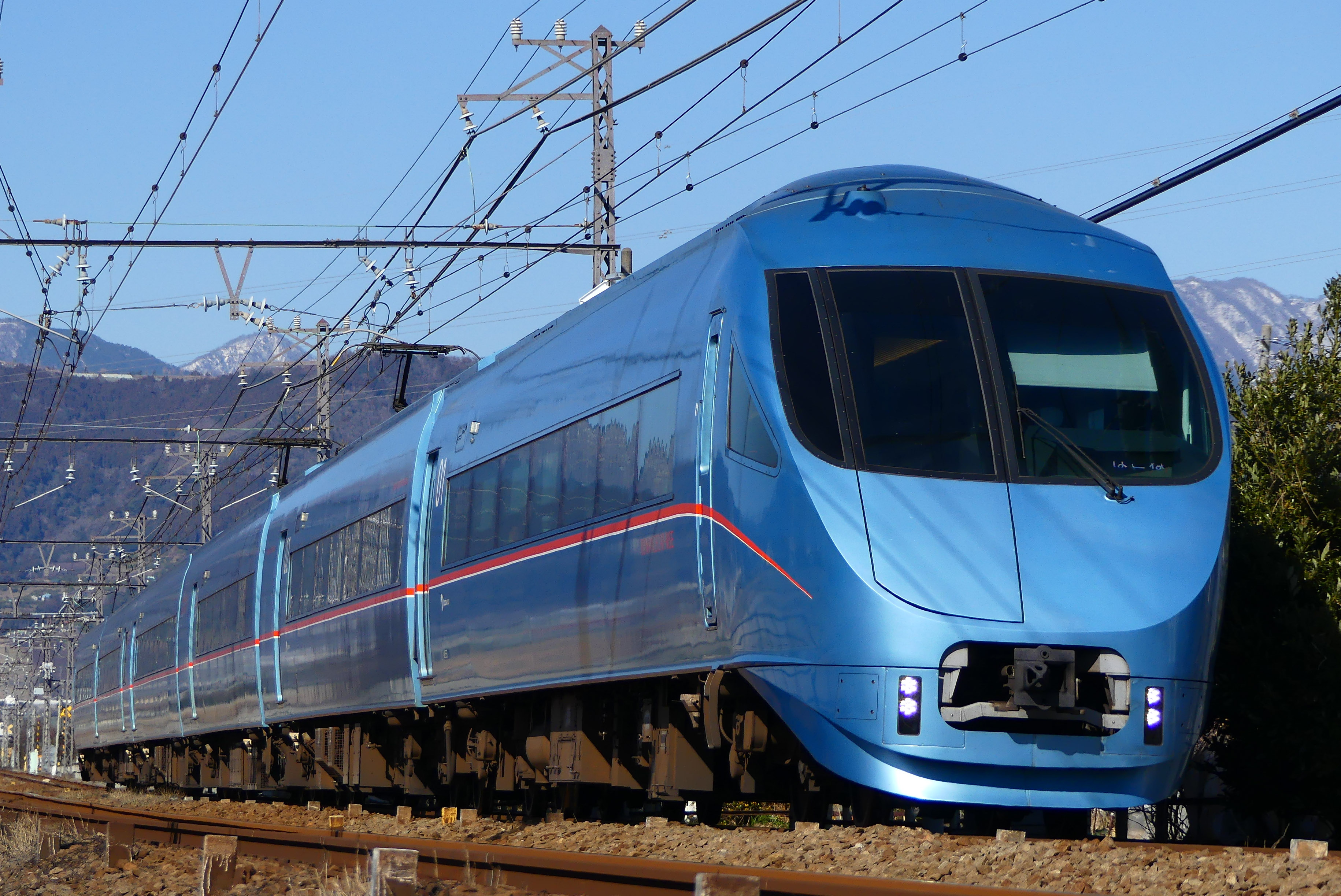
Serie 60000 MSE
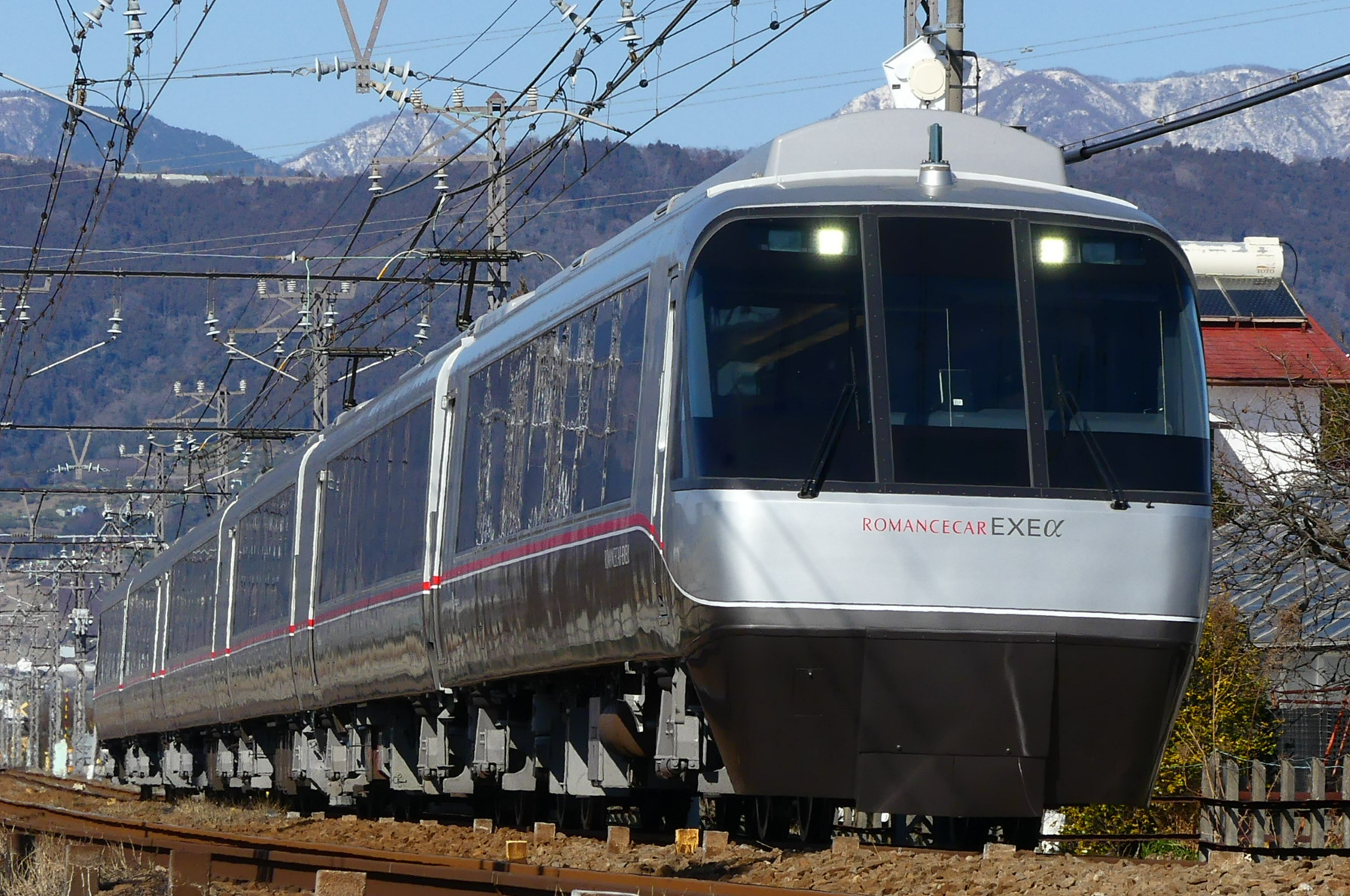
Serie 30000 EXEα
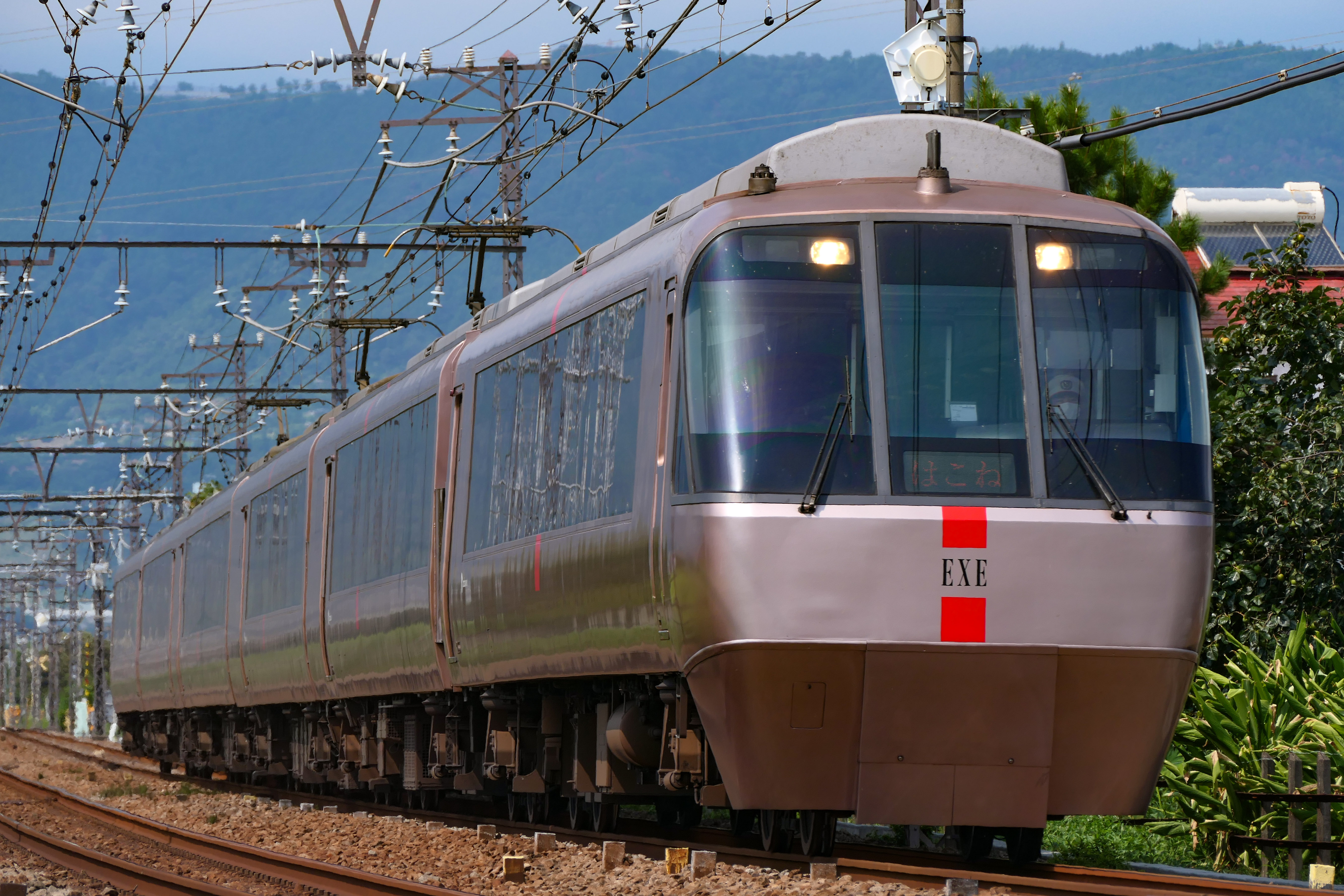
Serie 30000 EXE

#### Cercanías

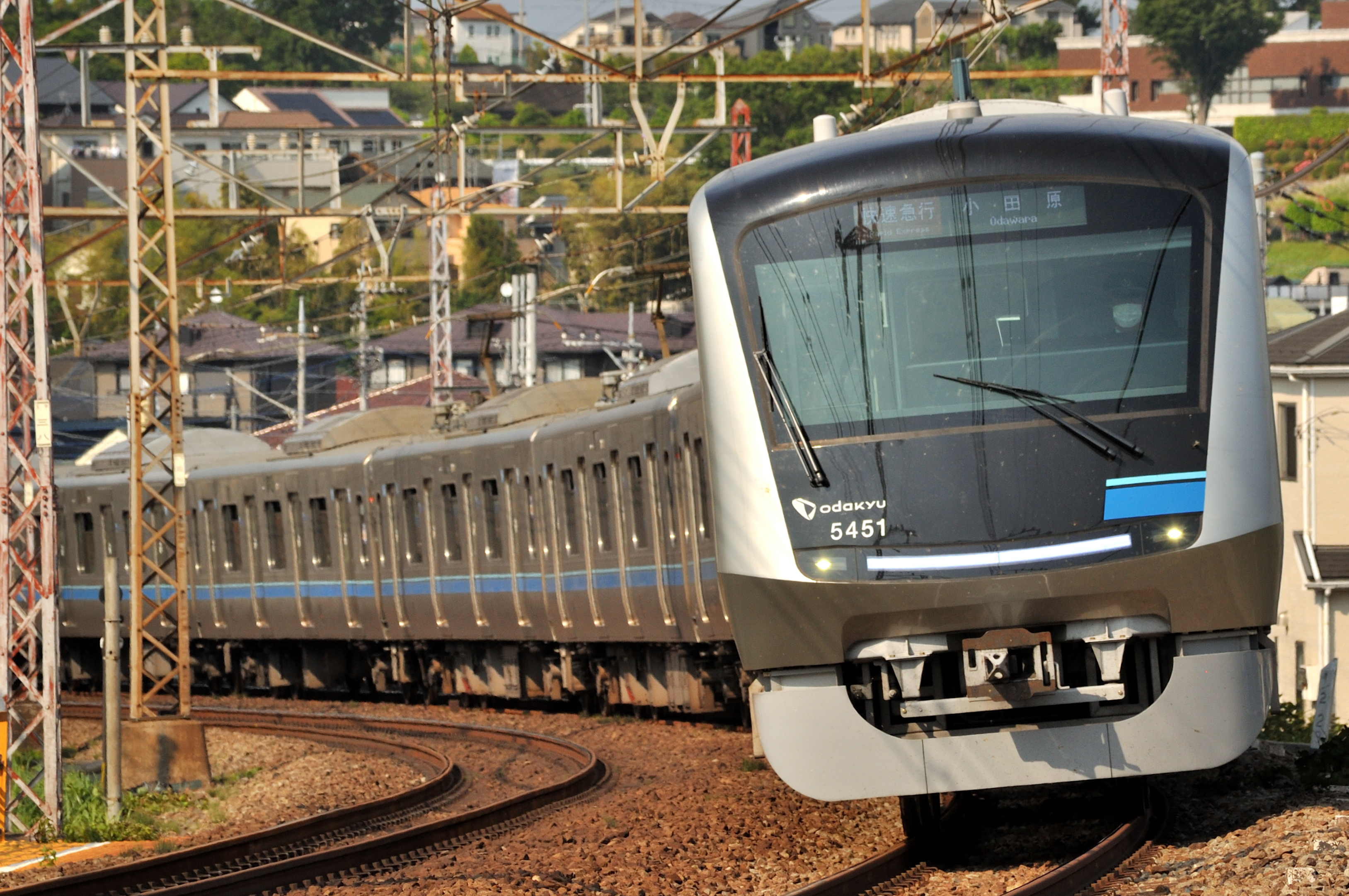
Serie 5000 (segunda generación)
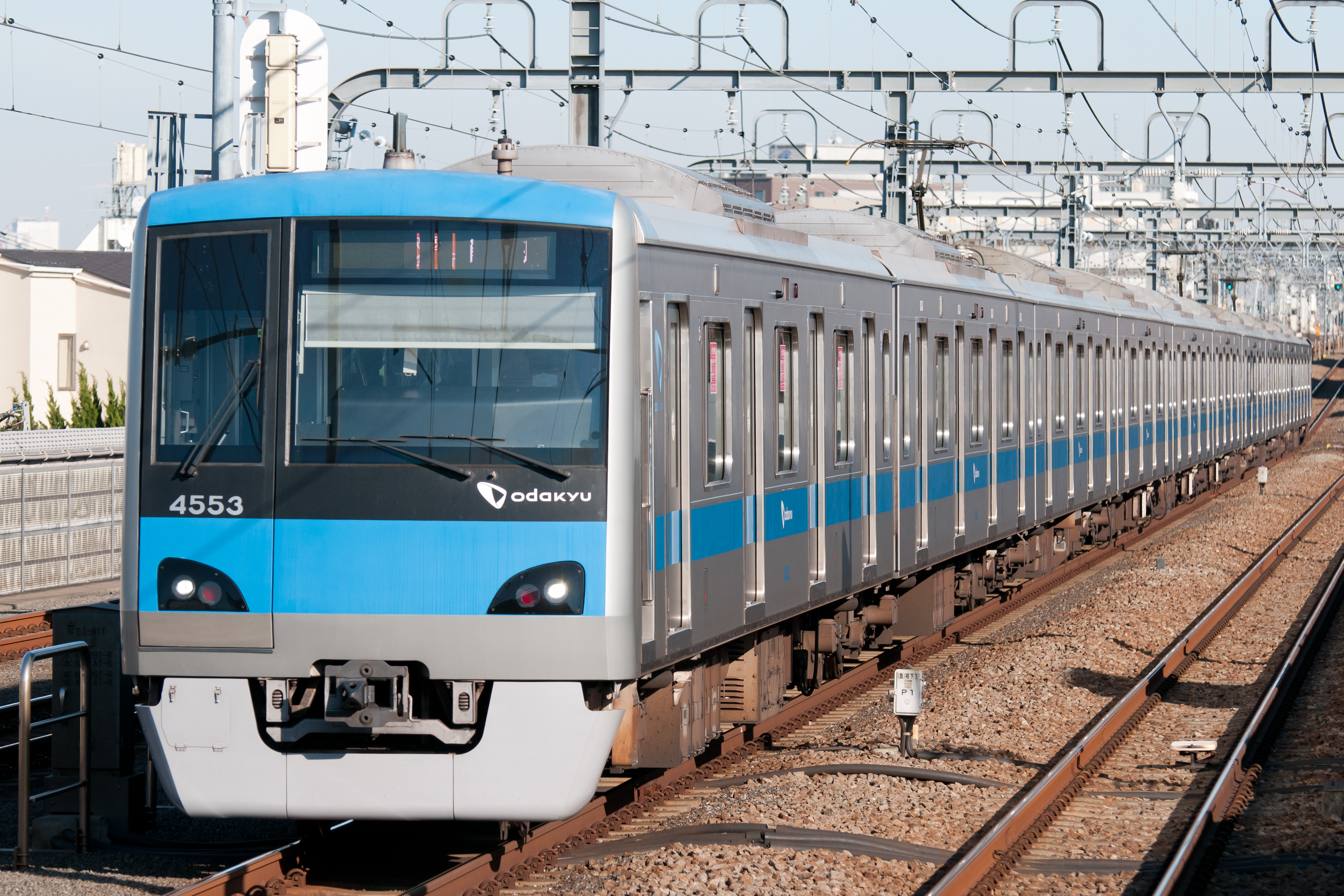
Serie 4000 (segunda generación) (presta los servicios que continúan por la línea Chiyoda de Tokyo Metro y la línea Joban de JR East[4] )
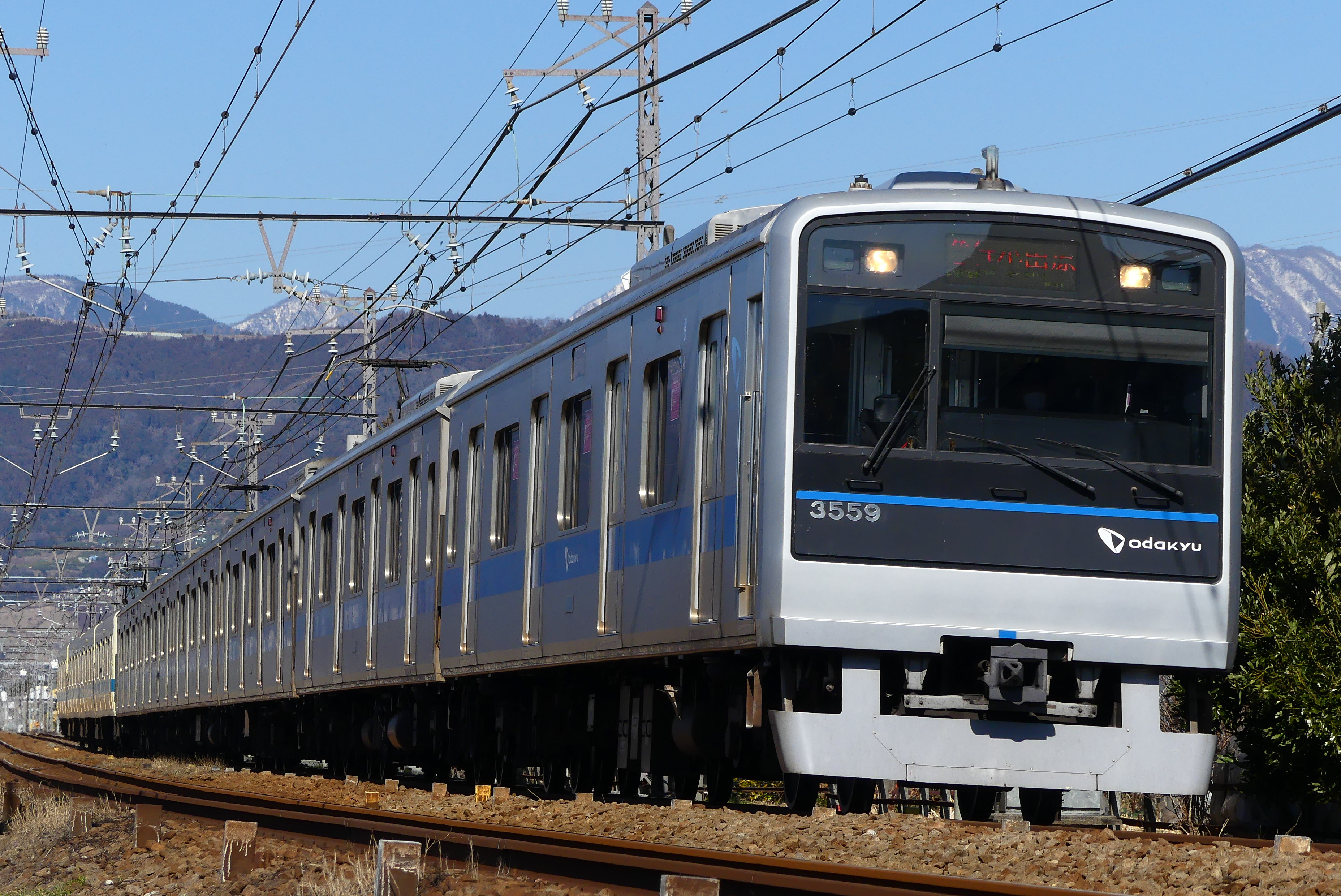
Serie 3000 (segunda generación)
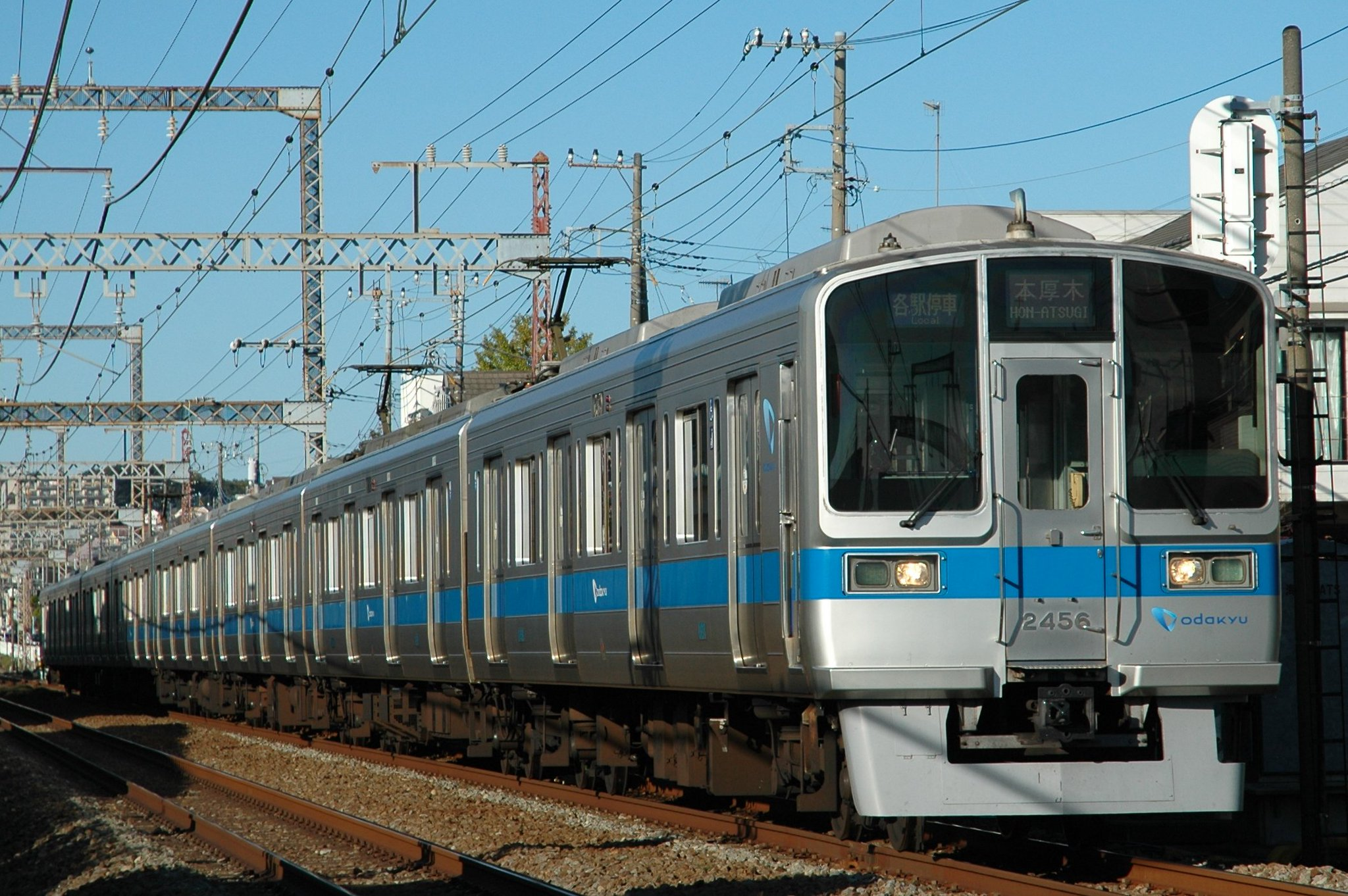
Serie 2000
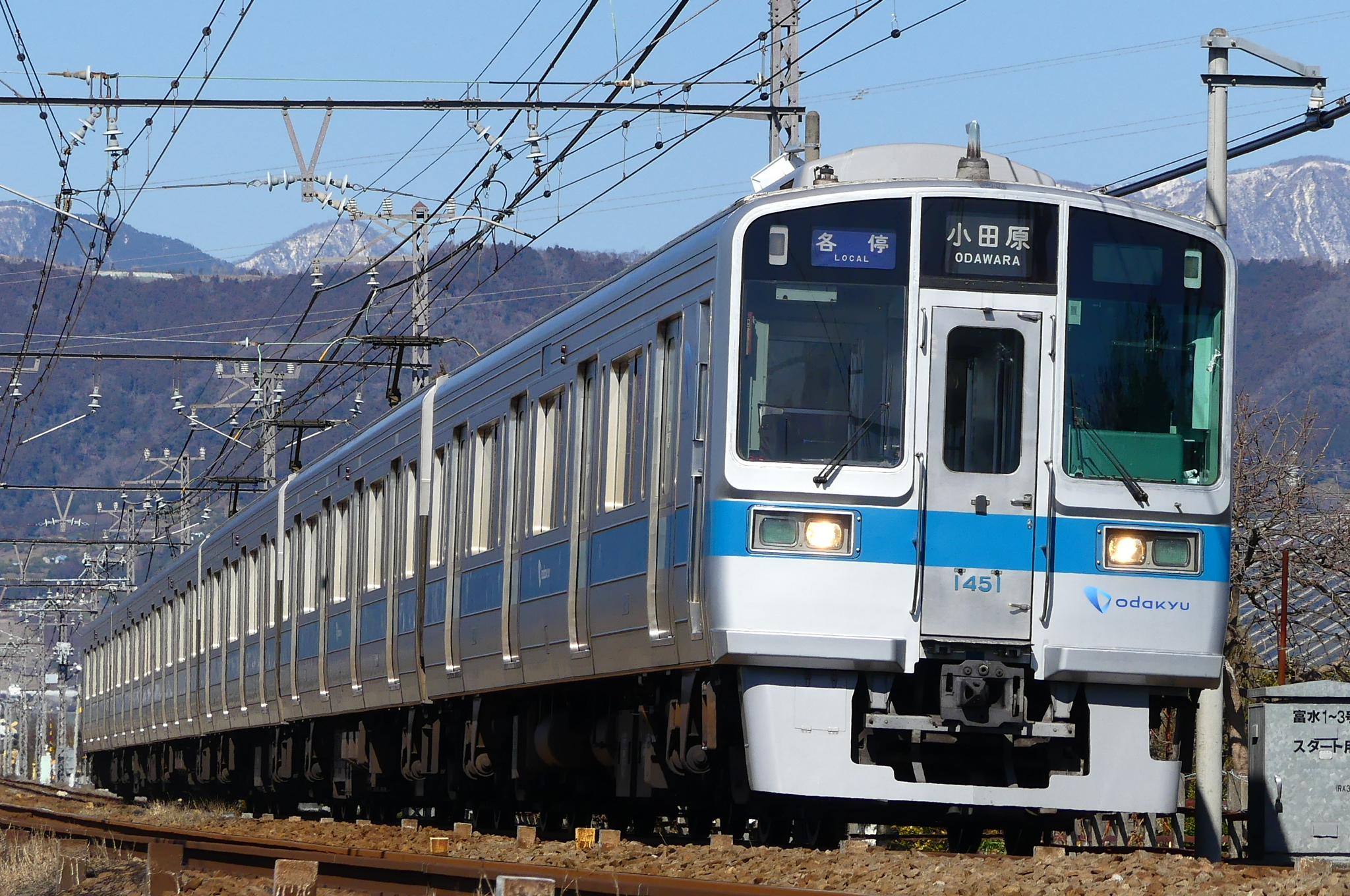
Serie 1000
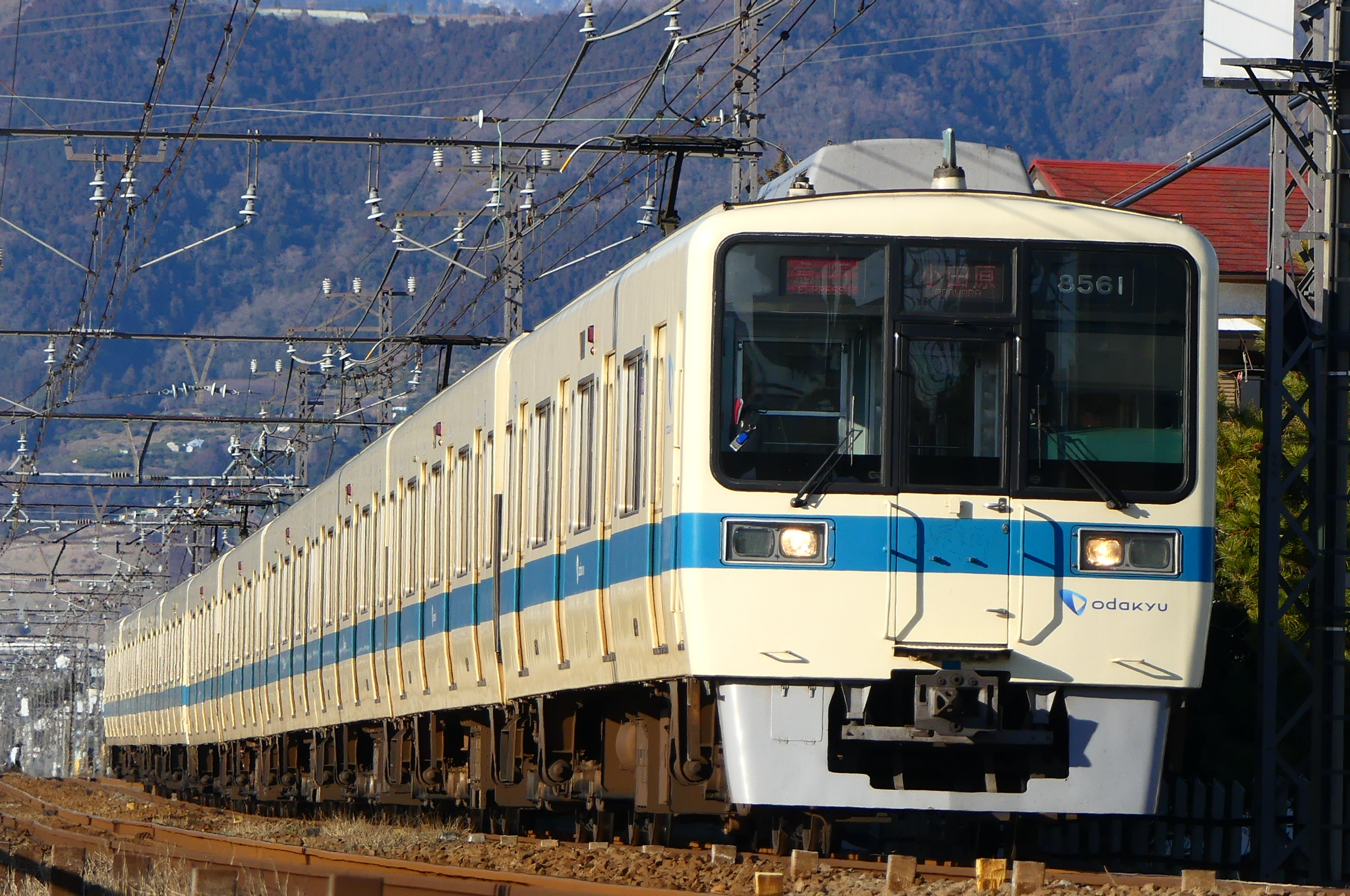
Serie 8000

- Serie 5000 (segunda generación)
- Serie 4000 (segunda generación)
- Serie 3000 (segunda generación)
- Serie 2000
- Serie 1000
- Serie 8000